# أورسولا تورداي
أورسولا تورداي (بالإنجليزية: Ursula Torday)‏ (19 فبراير 1912 - 6 مارس 1997) كانت مؤلفة بريطانية، كتبت 60 رواية في الخيال القوطي والرومانسية وأدب الغموض ما بين عامي 1935 و1982. استخدمت الأسماء المستعارة بولا ألاردايس، تشاريتي بلاكستوك، لي بلاكستوك وشارلوت كيبل. فازت روايتها سبت الساحرات بجائزة رواية العام الرومانسية من اتحاد الروائيين الرومانسيين.

## السيرة

### السنوات الأولى
وُلدت أورسولا چويس تورداي في 19 فبراير 1912 (بعض المصادر تذكر تاريخ 1888 خطأ) في لندن، إنجلترا، المملكة المتحدة؛ والدتها جايا روز مكدونالد كانت إسكتلندية وأبوها إميل تورداي (1875 - 1931) كان عالم أنثروبولجيا مجريًّا- تزوجا في 17 مارس 1910.
درست أورسولا تورداي في مدرسة كينجستون الثانوية في لندن ثم التحقت بجامعة أكسفورد، حيث نالت شهادة البكالريوس في اللغة الإنجليزية من كلية قاعة الليدي مارجريت؛ نالت بعد ذلك شهادة في العلوم الاجتماعية من كلية لندن للاقتصاد.

### الأعمال الأولى
نشرت أورسولا تورداي في الثلاثينيات رواياتها الثلاث الأولى تحت اسمها الحقيقي.
في سنوات الحرب العالمية الثانية عملت ضابط مراقبة في منظمة نصيحة المواطن، وهي منظمة تقدم المشورة المالية للمدينين. في السنوات السبع اللاحقة أدارت مشروع ملجأ للأطفال اليهود، وهو ما أعطاها الإلهام لعدد من أعمالها الروائية التالية. عملت أيضًا مدخلة وثائق على الآلة الكاتبة في المكتبة الوطنية المركزية (إنجلترا وويلز) في لندن.